# Evgenij Onegin (film 1911)

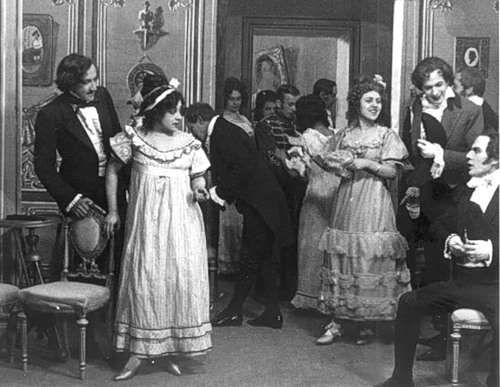
Scena del film.

Evgenij Onegin (Евгений Онегин) è un film del 1911 diretto da Vasilij Michajlovič Gončarov.